# 鈴木友梨耶
鈴木 友梨耶（すずき ゆりや、1996年8月28日 - ）は、日本の歌手、女優。ROSE A REAL（ロザリオ）のメンバー。Cheeky Paradeの元メンバーおよび二代目リーダー。
東京都出身。TWIN PLANETに所属していた。

## 略歴
「BANANA CHIPS」フォトコンテスト グランプリ（2007年）、『エイベックス×ニコ☆プチ公開オーディション』公開オーディション 特別賞（2008年）などを経て、2009年開催の『第1回「ダンス・スタイル・キッズ・モデル」オーディション』に合格し、第1期生となる。
2010年6月12日、中野サンプラザで開催された『avex アイドルオーディション2010』の最終審査にファイナリスト24名のひとりとして登壇。しかし、鈴木の名前が呼ばれることはなく、落選した。iDOL Streetのメジャーデビューグループからは落選したものの事務所から声をかけてもらい、2011年6月12日、iDOL Streetのデビュー候補生であるストリート生としてお披露目されることとなる。
2012年2月19日、ストリート生から選抜されたメンバーによりiDOL Street第2弾グループCheeky Paradeが結成され、メンバーとしてお披露目された。2013年1月9日、Cheeky Paradeとして、シングル「BUNBUN NINE9’」でメジャーデビュー。その後、Cheeky Paradeは8枚のシングルと2枚のアルバムなどを発表し、2018年7月31日に解散となった。
Cheeky Paradeとしての活動の他、2016年9月には幕張メッセで開催されたライブフェス『@JAM×ナタリー EXPO 2016』を盛り上げるためのスペシャルユニットNATASHA（ナターシャ）に選抜されて出演。翌2017年開催のライブフェス『TOKYO IDOL FESTIVAL 2017』にもNATASHAとして出演した。
2018年9月8日、妹である鈴木真梨耶との姉妹ユニットROSE A REAL（ロザリオ）結成を発表した。
2021年4月10日、新たな事務所TWIN PLANETに所属する事を発表した。
2023年3月31日、ROSE A REALは同年9月8日（ユニット結成5周年の日）をもって無期限活動休止となることが発表された。
一般社団法人映像コンテンツ権利処理機構においては不明権利者とされている。

## 人物
- Cheeky Paradeでの公式ニックネームは「ゆりゃ」[注 1]。2016年6月25日から解散時まで2代目リーダーをつとめた。
- 尊敬している人は弟。
- 動物好きで魚や犬に限らず蛇、モモンガ等様々なペットを飼っている。
- 特技は中島みゆきの歌マネ。

## 作品

### 参加楽曲
- IRF（IDOL RAVE FACTORY）「BOY MEETS GIRL」（『TRFリスペクトアイドルトリビュート!!』収録、2012年12月19日、avex trax）
- NATASHA「ナターシャ」（2016年9月）

## 出演

### テレビ
- アイドル・シャッフルドラマ選手権（2017年3月12日 - 4月30日、MBS）[12]
- 校則アイドル〜淑女の学園〜（2017年9月3日、MBS） - 北王子友里 役[13]

### 映画
- スリーアウト！-プレイボール篇-（2019年6月22日、クリエイターズフィールド、ココロヲ・動かす・映画社○） - 菜々子 役[14]
- カーテンコール（2019年、ミカタ・エンタテインメント）[15]

### WEB
- Chemical Volume Web限定ドラマ『あかりのむこう』（2014年8月 - 2017年10月、エイベックス） - 主演・橘灯 役

### ラジオ
- 60TRY部 (2017年2月15日、ラジオ日本） - パーソナリティ
- カンタータのラジオ（2019年8月26日（25日深夜）、ラジオ日本）[16]

### 舞台
- VISUALIVE『ペルソナ4』the EVOLUTION （2012年10月3日 - 9日、天王洲銀河劇場） - 久慈川りせ 役
- 超絶☆歌劇団 2015『SUPER☆WORLD RETURNS 〜彼女達の冒険〜』（2015年2月11日 - 15日、DDD青山クロスシアター） - 魔王 役
- 劇団TEAM-ODAC第26回本公演『岸和田少年愚連隊〜あの頃のハートは今もある〜』（2017年9月27日 - 10月1日、全労済ホールスペース・ゼロ） - サユ 役
- Dream Princess
  - 『スリーアウト! -プレイボール篇-』（2018年8月22日 - 26日、新宿村LIVE）- 菜々子 役
  - 『カーテンコール』（2019年3月28日 - 31日、新宿村LIVE）[17]
- Otona Project 第十八弾 演劇ユニット【爆走おとな小学生】第五回特別授業『あたしをくらえ。』team Vウィルス（ヴィーガン）（2018年10月11日 - 15日、新宿村LIVE） - ヒルダ 役
- アリスインプロジェクト『ドナーイレブン』（2018年12月19日 - 30日、池袋・シアターKASSAI）- 柚木鬼灯 役
- PRETTYMONSTERS - STAGE1『ANSWER?〜明日の空って何色だろ？』 (2019年1月17日 - 27日、アトリエファンファーレ東新宿) - 宮坂ケイ 役[18]
- 宮崎理奈プロデュース公演『不思議の国のカンタータ2019』（2019年2月13日 - 17日、CBGKシブゲキ!!） - ジュリエッタ 役（ダブルキャスト）
- 朝倉薫演劇団『スタントウーマン』（2019年8月6日 - 12 日、築地ブディストホール） - W主演・マリー倉本 役（華厳組）[19]
- 『ゾンビランドサガ Stage de ドーン！』（2020年9月5日・6日[注 2]、草月ホール） - 二階堂サキ 役[22]
- 舞台『OVER SMILE 2024』（2024年3月1日 - 10日、あうるすぽっと） - パピコ 役[23]
- 舞台『素敵なカミングアウト』（2024年9月13日 - 23日、浅草花劇場） - 苫米地朋美 役（Team STAR）[24]
- 『ヒプノシスマイク -Division Rap Battle-』Rule the Stage -Ideal and Reality-（2025年9月4日 - 23日〈予定〉、品川プリンスホテル クラブeX） - 三条院蒼乃風 役[25]

### イベント
- ラジオ日本/SANETTY Produce主催 宮崎理奈プロデュース『カンタータ the LIVE』（2019年7月20日、ラジアントホール）[16]
- 映画『カーテンコール』
  - 上映イベント（2019年9月1日、ときわホール）
  - 舞台挨拶（2019年11月24日、シネマハウス大塚）
- 映画『スリーアウト！-プレイボール篇-』上演後トークイベント（2019年10月6日、シネマハウス大塚）
- 『ヒプノシスマイク -Division Rap Battle-』Rule the Stage《Hypnosis Delight Fes.》（2025年10月25日・26日〈予定〉、Kanadevia Hall） - 三条院蒼乃風 役[26]

### MV
- alan「懐かしい未来〜longing future〜(Voice of Earth)」（2008年7月）

### その他

#### CDジャケット
- 中川あゆみ「事実〜12歳で私が決めたコト〜」（2010年5月5日、avex trax） - ジャケットBに掲載